# Relleu
Relleu (Valenciaans: reˈʎew, Spaans: reˈʎeu) is een gemeente in de comarca Marina Baixa in de Spaanse regio Valencia met een oppervlakte van 77 km². Relleu telt 1.258 inwoners (1 januari 2016).

## Ligging
Relleu ligt in het midden van een vallei omringd door bergen als de Cabeçó d'Or (1209 m), de Serra de la Grana (1095 m) en de Serra de l'Aguilar (895 m). De beste toegang tot Relleu is door vanaf Villajoyosa, de weg te nemen naar Orxeta en Sella (CV-770). Vanaf Alicante heeft men ook rechtstreekse toegang via de AP-7 of de N-332, en vervolgens via de CV-775 vanaf El Campello.
Relleu grenst aan de gemeentes Aigües, Alicante, Busot, Jijona, Orxeta, Penàguila, Sella en Torremanzanas.

## Geschiedenis
Relleu heeft een interessant Romeins verleden. Dit kwam aan het licht toen Doctor Alejandro Sendra op zijn terrein de grafsteen vond van 'Paccius', waaruit de Romeinse bezetting tijdens het Imperium bleek. Meer en recentere opgravingen in de stad werpen meer licht op het verleden van de plaats, hoewel nog niet alles even nauwkeurig is bestudeerd. Waarschijnlijk maakte de stad in de Romeinse periode deel uit van het bestuur van de belangrijke dichtbijgelegen Romeinse stad Villajoyosa/La Vila Joiosa.
De geschiedenis van Relleu is zeker vier eeuwen ouder dan de Romeinse tijd, want binnen de gemeentegrenzen vlak bij de stad op het hoogste punt van de Penya-roja (Spaans: Peñarroja) bevond zich een Iberische nederzetting. Meer in detail is dit beschreven in het boek 'Contestina Ibérica' van E. Llobregat.
Helaas is de locatie geplunderd, maar wel zijn de muren van een halve meter dikte overgebleven alsmede een beduidende hoeveelheid fragmenten van Iberische amphora's, kleine stukjes Iberisch aardewerk en – aan de andere kant van de heuvel - slakken die duiden op metaalbewerking.
Dit materiaal is met andere voorwerpen tentoongesteld in het plaatselijke museum. Samen met vergelijkbare voorwerpen als die welke bij de nederzetting zijn gevonden, geven deze de indruk van permanente bewoning gedurende omstreeks de 1ste en 2de eeuw voor Chr., toen de Romeinen het gebied beheersten.
Relleu (wat in het Valenciaans "relief" betekent) dankt haar naam aan het geaccidenteerde terrein waaruit de gemeente bestaat met bovenaan de stad de ruïnes van een kasteel uit de 11de eeuw, gebouwd door de Moslim gemeenschap. De stad bestond toen uit 70 gezinnen, die verbonden waren met Cocentaina. Na de verovering van het gebied door de troepen van Jacobus I van Aragon, zou Relleu eigendom worden van Bernat van Sarrià. Kerkelijk was de plaats tot 1535 afhankelijk van de parochie van Finestrat.
Aan het eind van de 16de eeuw was de stad het bezit van de Hertog van Osuna en jaren later, in 1609 had het decreet van Philips III over de uitzetting van de Moren, een dramatisch gevolg voor de bevolking van de stad. Zij vluchtten de bergen in en kwamen samen met de Moren uit Finestrat en Sella, in opstand tegen Alicante. Slechts 15 Christelijke families bleven over.
De stad werd aan het begin van de 20ste eeuw een van de dichtst bevolkte van de regio, met ongeveer 3342 inwoners. Dit was te danken aan de irrigatie van de horta door de rivier de Amadòrio.
De ruïnes van het kasteel zijn beschermd door de Wet op het Spaans Historisch Erfgoed.

## Demografie
Van 3342 geregistreerde inwoners in 1900 zakte het inwonersaantal tot 717 in 1991, als gevolg van de migratie van de inwoners. In recentere jaren is Relleu een aantrekkelijke bestemming geworden van (hoofdzakelijk) Britten. Hierdoor werd de ontvolking gekenterd zodat in 2010 de stad 1279 inwoners had, van wie 41,2 % een buitenlandse nationaliteit hadden.
Bron: INE, 1857-2011: volkstellingen
Onderstaande tabel toont de toename van buitenlandse inwoners sinds 2000.
| Jaar          | 2000 | 2001 | 2002 | 2003 | 2004 | 2005 | 2006 | 2007 | 2008 | 2009 | 2010 |
| ------------- | ---- | ---- | ---- | ---- | ---- | ---- | ---- | ---- | ---- | ---- | ---- |
| Autochtonen   | 760  | 741  | 737  | 725  | 725  | 749  | 741  | 720  | 763  | 758  | 752  |
| Buitenlanders | 35   | 54   | 84   | 131  | 200  | 273  | 305  | 370  | 442  | 504  | 527  |

## Taal
Valenciaans en Spaans zijn de twee officiële talen.
Een bezoeker komt waarschijnlijk twee talen tegen voor berichtgevingen in de stad en bij de ingang van het gemeentehuis, namelijk Valenciaans en Engels. Bovendien heeft de gemeente een Engelstalige medewerker in dienst voor de contacten met de buitenlanders.

## Economie
Hoewel de landbouw (voornamelijk amandel- en olijventeelt) nog steeds voortduurt, is deze niet meer zo belangrijk als in de vorige eeuw. Tegenwoordig vindt Relleu haar inkomsten voornamelijk in de dienstverlening.
Relleu had in 2008 24.654 motorvoertuigen in de registers staan, als gevolg van een aanzienlijke belastingaftrek die door de gemeente wordt betaald. Dit komt neer op 23 auto's per inwoner en daarmee is Relleu de gemeente met het hoogste aantal geregistreerde voertuigen per inwoner in heel Spanje.

## Monumenten en bezienswaardigheden
Het kasteel. Een uit de 10de eeuw stammend Moors kasteel, nu alleen nog ruïnes. Opgenomen in de lijst van monumenten van "Speciaal Cultureel Belang" in 1997.
Casa Balde, La Garrofera. Opgenomen in de lijst van monumenten van "Speciaal Cultureel Belang" in 1997.
Torre de la Vallonga. Opgenomen in de lijst van monumenten van "Speciaal Cultureel Belang" in 1997.
Het centrum van de stad. Even steil en nauw als de beste Arabische soeks, zeer goed bewaard gebleven en met voorbeelden van bijzonder architectonisch belang. Het Plaza van het Heilig Hart van Jezus is het centrum en fungeert als ontmoetingsplaats voor de inwoners.
Sint Jacobus Parochie Kerk. Deze stamt uit de zeventiende eeuw en was gebouwd op de vroegere Moorse begraafplaats, maar werd aan het eind van de negentiende eeuw verwoest. De herbouw was in 1931 voltooid. Vijf jaar later, tijdens de Burgeroorlog, brandde de kerk af en moest opnieuw worden opgebouwd. De klokken zijn uniek en zijn de oudste van de hele provincie. Tijdens de Burgeroorlog kwam een legertruck om de klokken in beslag te nemen. De burgemeester was in die tijd Don Francisco Carbonell i Climent, bekend onder de bijnaam "Quico Cit".
De chef van het leger zette een geweer op de borst van de burgemeester en beval hem ervoor te zorgen dat de klokken twee weken later klaar waren om mee te nemen. Toen zij terugkwamen om de klokken in ontvangst te nemen, zei Quico Cit dapper dat hij een schriftelijk bevel moest hebben op basis waarvan de klokken uit Relleu konden worden weggehaald. Met zo'n standvastigheid tegenover hen, verdwenen de soldaten en kwamen niet meer terug.
| Naam van de klok            | Diameter | Gewicht          | Jaar |
| --------------------------- | -------- | ---------------- | ---- |
| Santa Bàrbara               | 49 cm    | 15 cwt (762 kg)  | 1827 |
| Puríssima Concepció         | 73 cm    | 25 cwt (1270 kg) | 1873 |
| Maria del Milagro y S.Jaime | 92 cm    | 36 cwt (1829 kg) | 1790 |

Kapel van St. Albertus. Gevestigd op een van de hellingen vlak bij het centrum van de stad. De klim (met langs het pad de Kruisstaties) geeft een paar van de mooiste uitzichten over Relleu en het omringende gebied.
Pantano/Pantà de Relleu. Gevestigd in het zuidelijke gebied van de gemeente, net voor de grens met Orxeta, waar de zijrivieren van de rivier de Amadòrio samenkomen. Hier bevindt zich een dam uit de 18de eeuw met een gewelfde boogconstructie, 30 meter hoog en 10 meter dik. De dam werd gebouwd op instigatie van de inwoners van Villajoyosa, die in 1653 van koning Philips IV toestemming voor de bouw ontvingen. Tegenwoordig is de dam buiten gebruik. De plaats is indrukwekkend vanwege de steile wanden van de rivierkloof.
De 'Voet van St. Jacobus'. Dit is een voetafdruk op een rots waarvan de herkomst wordt toegeschreven aan een bezoek dat de Apostel aan het gebied zou hebben gebracht.

## Plaatselijke feesten
Er zijn drie officiële fiestas, bekend als 'Festes Majors' in het Valenciaans (Spaans Fiestas Mayores):
Festes Patronals. Deze worden gehouden gedurende 5 dagen rondom het laatste weekend van september, ter ere van de Maagd van de Wonderen en de Heiligen St. Cosme en St. Damiaan. De feesten bestaan uit religieuze ceremonieën en recreatieve evenementen, zoals de paella wedstrijd, correfoc (vuur-rennen), muziek en vuurwerk.
Sant Albert. Dit vindt plaats gedurende 5 dagen rondom het weekend dat het dichtst ligt bij 7 augustus. Het wordt gevierd met een pelgrimstocht naar de schrijn van de heilige. Er zijn ook sardines, paella, cucanyes (spelen), een kostuumoptocht, orkesten en banyà (zwemmen).
Mare de Déu del Miracle. In 1710 was er een hevige droogte waarbij de oogst verloren ging en veel dieren stierven. De mannen van Relleu, die nooit naar de kerk gingen, stemden er allen mee in te komen bidden om regen. De gebeden werden beantwoord en er kwam een eind aan de droogte. Op 11 april wordt dit wonder van de Mare de Déu del Miracle (Moeder Gods van het Wonder) herdacht met bloemen, revetla ('s nachts buiten dansen) en processies. Dit is vooral een religieus feest.
Andere feesten:
Rodar les Aixames. Dit feest vindt plaats in slechts enkele plaatsen (Jijona, Tibi, Torremanzanas en Relleu), op de avond van 24 december. Het is een festival met een heidense herkomst, waarbij toortsen (aixames) worden aangestoken en rondgeslingerd. De mensen (vooral kinderen) gaan in optocht door de straten. Er zijn gevallen bekend van kinderen die brandwonden hebben opgelopen, maar de traditie wordt beschouwd als van historisch belang en nog steeds geeft de gemeente toestemming voor het feest.

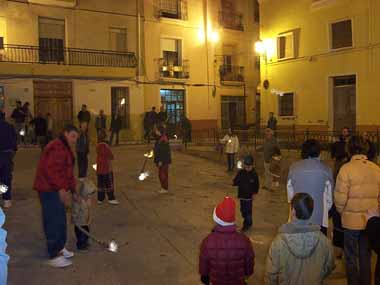
Rodar les Aixames

La Matança ("de slachting"). Dit wordt gevierd op de dag van St Antonius (het weekend het dichtst bij 17 januari), ter herinnering aan de dag waarop van oudsher de inwoners hun varkens slachtten. Aan het eind van de ceremonie wordt het publiek uitgenodigd het vlees te proeven, onder muziek van de plaatselijke muzikanten.
Concurs d'Alfàbegues ("basilicumwedstrijd"). Dit feest is tamelijk nieuw. Het begon in 2000 en wordt gehouden twee weken voor het festival van Mare de Déu del Miracle. Het is een herleving van een ouder fiesta, dat van oudsher werd gehouden op 15 augustus ter ere van 'Mare de Déu Gità'. Het doel van het feest is mensen aan te sporen planten en bomen te planten en te onderhouden. Op zondag worden er prijzen uitgereikt voor de mooiste planten.

## Gastronomie
De plaatselijke gerechten zijn "Olleta de Blat" (letterlijk vertaald "grote pot met meel") een stoofschotel van bonen, varkensrib en zwarte pudding, de "Borra" gemaakt met spinazie, bloemkool, worst en kabeljauw en "Faseura" met maiskoek. Plus de verschillende "coques" (zoete en zachte cake op basis van brood) genaamd "Farcida", "Escaldà", of "a la Paleta".

## Fotogalerij

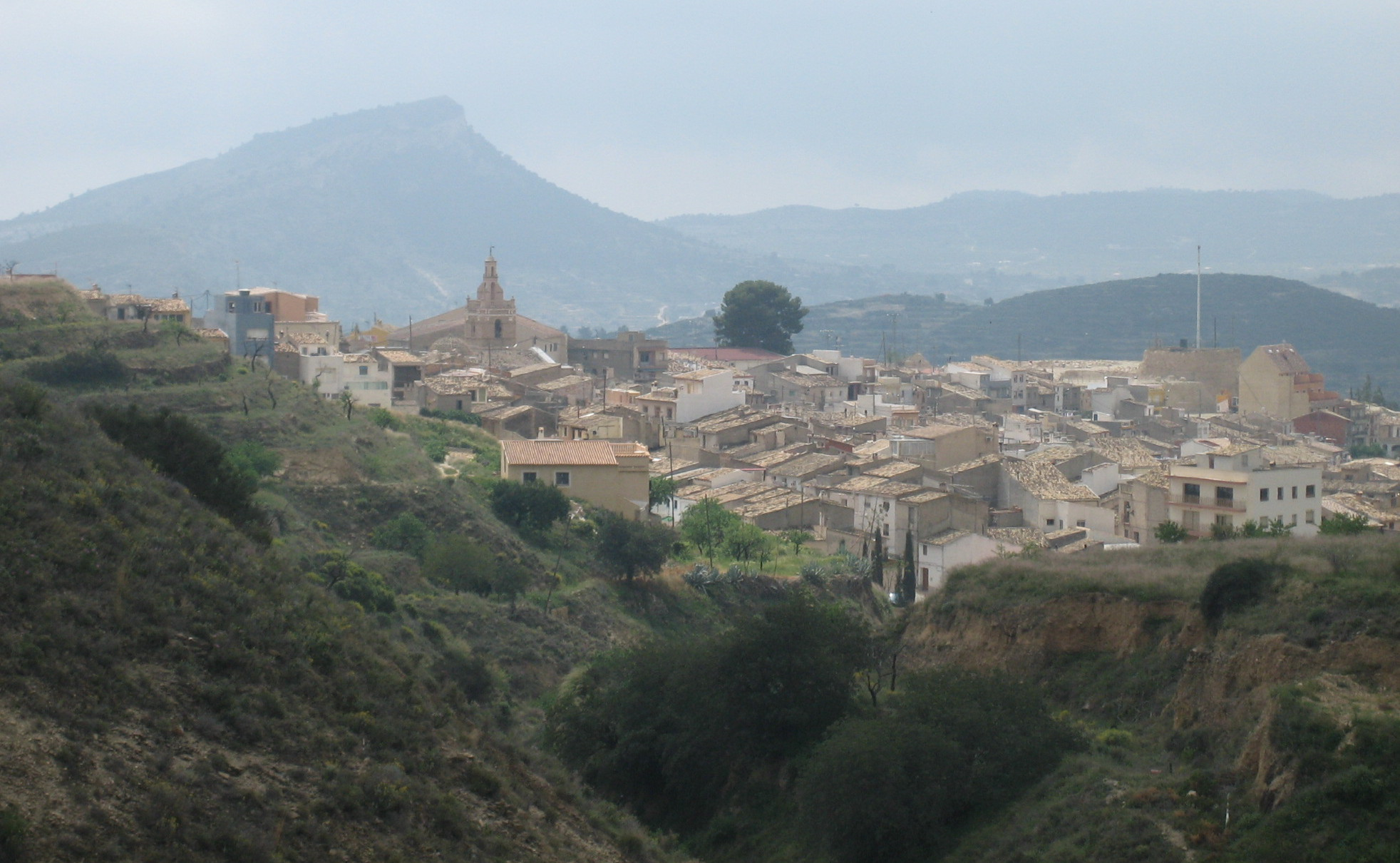
Zicht op Relleu
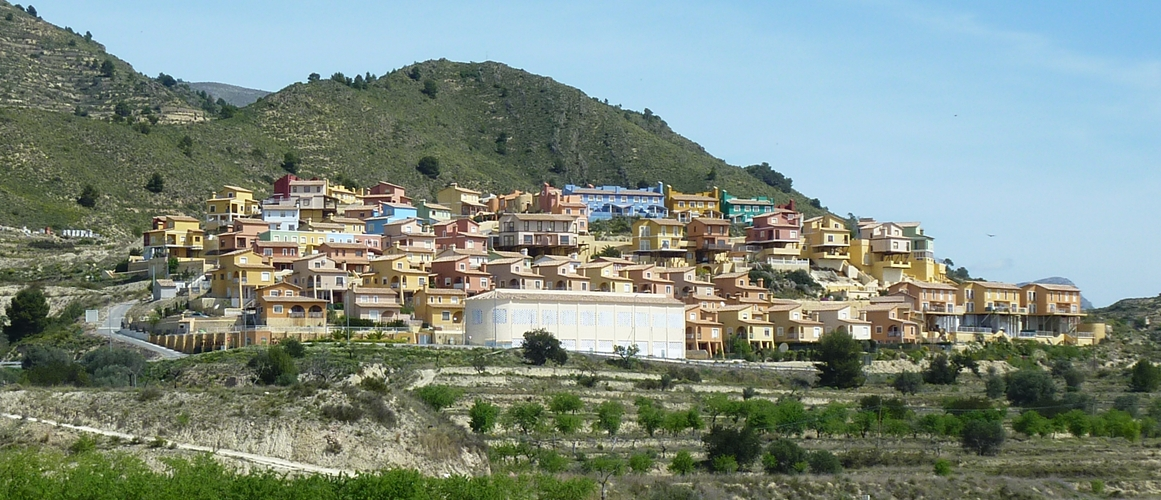
Urbanisatie Muscaret
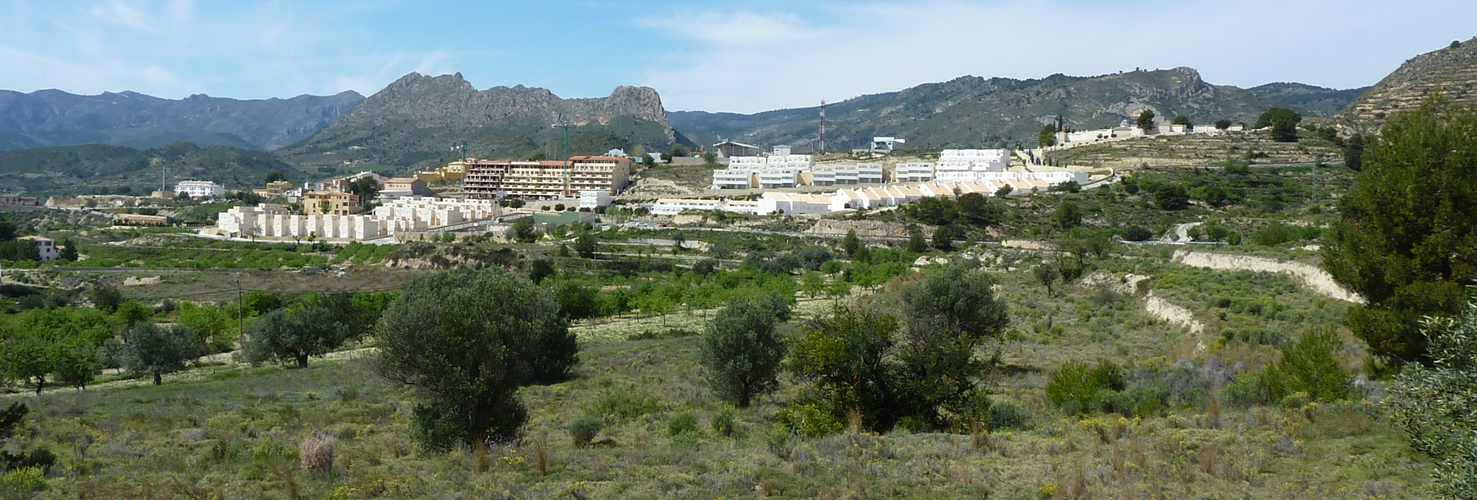
De urbanisaties van 2010

Agost · Agres · Aigües · Albatera · Alcalalí · Alcocer de Planes · Alcoleja · Alcoy · Alfafara · Algorfa · Algueña · Alicante · Almoradí · Almudaina · Altea · Aspe · Balones · Banyeres de Mariola · Benasau · Beneixama · Benejúzar · Benferri · Beniarbeig · Beniardá · Beniarrés · Benidoleig · Benidorm · Benifallim · Benifato · Benigembla · Benijófar · Benilloba · Benillup · Benimantell · Benimarfull · Benimassot · Benimeli · Benissa · Benitachell · Biar · Bigastro · Bolulla · Busot · Callosa d'en Sarrià · Callosa de Segura · Calp · Campo de Mirra  · Cañada· Castalla · Castell de Castells · Catral · Cocentaina · Confrides · Cox · Crevillent · Daya Nueva · Daya Vieja · Dénia · Dolores · El Campello · El Castell de Guadalest · El Ràfol d'Almúnia · El Verger · Elche · Elda · Els Poblets · Facheca · Famorca · Finestrat · Formentera del Segura · Gaianes · Gata de Gorgos · Gorga · Granja de Rocamora · Guardamar del Segura · Hondón de las Nieves · Hondón de los Frailes · Ibi · Jacarilla · Jávea · Jijona · L'Alfàs del Pi · L'Alqueria d'Asnar · L'Atzúbia · La Nucia · La Romana · La Vall d'Alcalà · La Vall d'Ebo · La Vall de Laguar · Llíber · Lorcha · Los Montesinos · Millena · Monforte del Cid · Monóvar · Murla · Muro de Alcoy · Mutxamel · Novelda · Ondara · Onil · Orba · Orihuela · Orxeta · Parcent · Pedreguer · Pego · Penàguila · Petrer · Pilar de la Horadada · Pinoso · Planes · Polop · Quatretondeta · Rafal · Redován · Relleu · Rojales · Sagra · Salinas · San Fulgencio · San Isidro · San Miguel de Salinas · San Vicente del Raspeig · Sanet y Negrals · Sant Joan d'Alacant · Santa Pola · Sax · Sella · Senija · Tàrbena · Teulada · Tibi · Tollos · Tormos · Torremanzanas · Torrevieja · Vall de Gallinera · Villajoyosa · Villena · Xaló